# Uvarovitettix pseudodepressus
Uvarovitettix pseudodepressus är en insektsart som beskrevs av Sigfrid Ingrisch 2006. Uvarovitettix pseudodepressus ingår i släktet Uvarovitettix och familjen torngräshoppor. Inga underarter finns listade i Catalogue of Life.